# Proseč u Skutče
Proseč (deutsch Prosetsch) ist eine Stadt in Tschechien. Sie liegt 16 Kilometer südwestlich von Litomyšl und gehört zum Okres Chrudim.

## Geographie

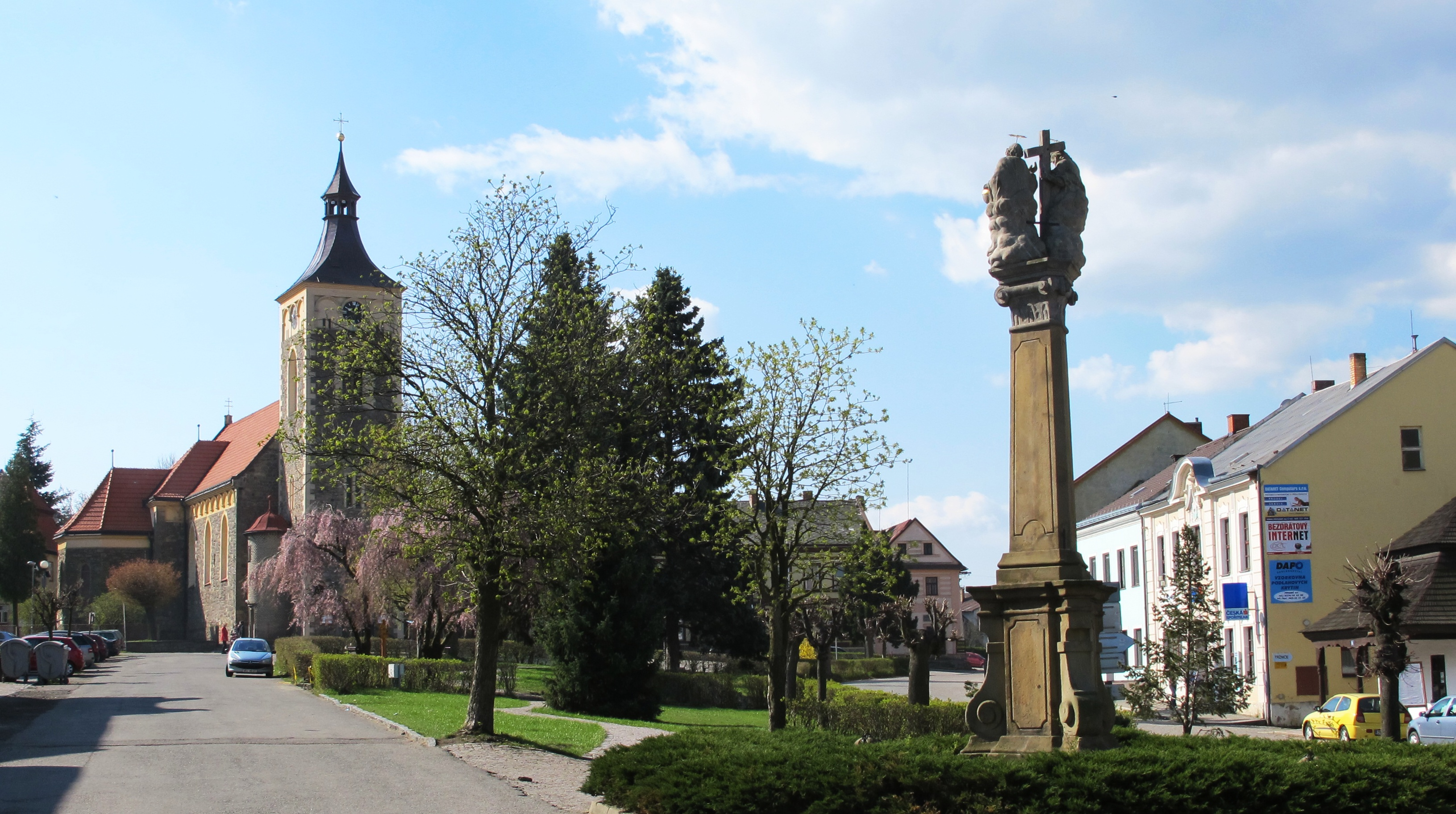
Markt mit St. Nikolauskirche und Dreifaltigkeitssäule

Proseč befindet sich im Südosten der Skutečská pahorkatina (Skutscher Hügelland) auf einer Anhöhe zwischen den Bächen Prosečký potok und Voletín. Gegen Nordosten erstrecken sich die Sandsteinfelsgebiete der Toulovcovy maštale und Městské maštale.
Östlich des Ortsteiles Paseky entspringt die Novohradka. In Proseč kreuzen sich die Staatsstraßen II/359 zwischen Litomyšl und Zderaz sowie II/357 zwischen Borová und Nové Hrady.
Nachbarorte sind Podměstí, Pasíčka und Bor u Skutče im Norden, Borka und Jarošov im Nordosten, Borek, Posekanec, Budislav, Kamenné Sedliště und U Hutí im Osten, Paseky im Süden, Záboří im Südwesten, Česká Rybná, Rovina und Březiny im Westen sowie Kutřín und Perálec im Nordwesten.

## Geschichte
Die Siedlung Proseč entstand ab der Mitte des 12. Jahrhunderts und gehörte zunächst dem Benediktinerkloster von Litomyšl und später dem Benediktinerkloster von Podlažice. 1368 erhielt Proseč die Stadtrechte, 1421 wurde das Kloster während der Hussitenkriege zerstört und später nicht wieder erneuert. Zwischen 1436 und 1557 gehörte die Stadt den Herren Kostka von Postupitz. Der Hauptmann des Chrudimer Kreises, Zdeniek Kostka von Postupitz, ließ zwischen 1450 und 1465 auf dem Hügel über Boží Dům als Herrschaftszentrum eine neue Burg erbauen, die er Nový hrad nannte. Nachfolgende Besitzer der Herrschaft Nový hrad waren ab 1559 Jan Žatecky von Weikersdorf, ab 1580 die Popel von Lobkowitz, ab 1604 die Freiherren von Trautson und ab 1749 die Grafen Harbuval-Chamaré. Zwischen 1774 und 1777 entstand als neuer Herrschaftssitz das Schloss Neuschloß.
1866 wurde die Stadt von preußischen Truppen geplündert, nach dem Stadtbrand von 1868 wurden die bisherigen Holzhäuser weitgehend durch Steinhäuser ersetzt. 1936 wurde Proseč für eine kurze Zeit weithin bekannt, weil die Stadt den von Nationalsozialisten vertriebenen Brüdern Heinrich und Thomas Mann das Bürgerrecht gewährte. Während Heinrich Mann den Eid im Generalkonsulat der Tschechoslowakei in Marseille schon am 24. April 1936 ablegte, leistete Thomas Mann seinen Eid erst am 19. November 1936 vor dem tschechoslowakischen Konsul Laška in Zürich. Am 12. Januar 1937 stattete der Nobelpreisträger dem ihm so wohlgesonnenen Städtchen einen Besuch ab. Seit 17. März 2011 ist Proseč wieder eine Stadt.

## Gemeindegliederung
Die Stadt Proseč besteht aus den Ortsteilen Česká Rybná (Böhmisch Rybna), Martinice (Martinitz), Miřetín (Mirschetin), Paseky (Paseka), Podměstí (Podmiest), Proseč (Prosetsch) und Záboří (Saborsch), die zugleich auch Katastralbezirke bilden. Zu Proseč gehören zudem die Wohnplätze Borka, Březiny, Hadovec, Kancovina, Na Volavkách, Pastvisko, Plaňava, Posekanec, Rovinka, U František, U Hutí (Marienwald) und U Salavy. Grundsiedlungseinheiten sind Česká Rybná, Martinice, Miřetín, Paseky, Pastvisko, Podměstí, Proseč und Záboří.

## Sehenswürdigkeiten
- frühgotische St.-Nikolaus-Kirche
- Dreifaltigkeitssäule
- Museum

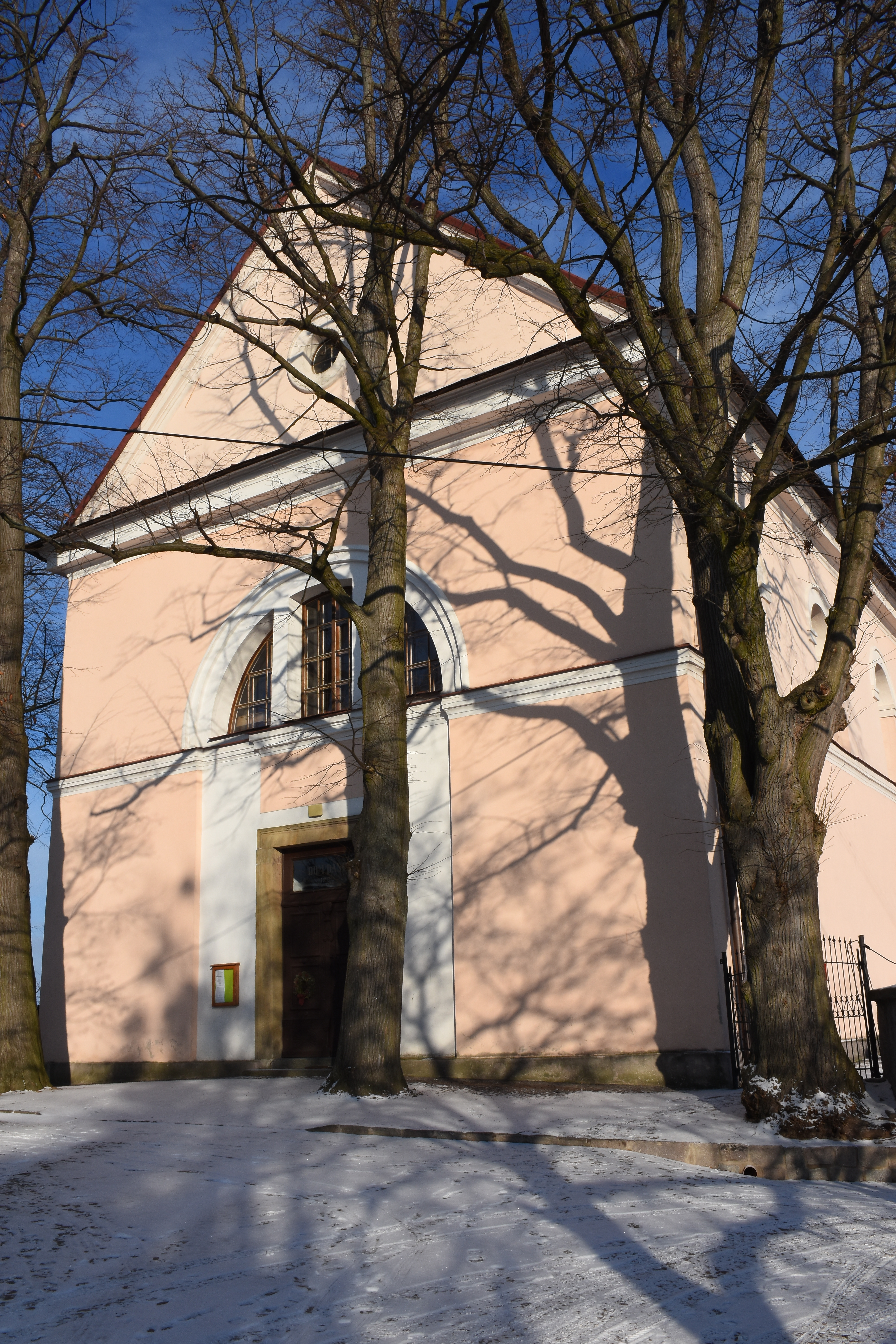
Evangelische Kirche

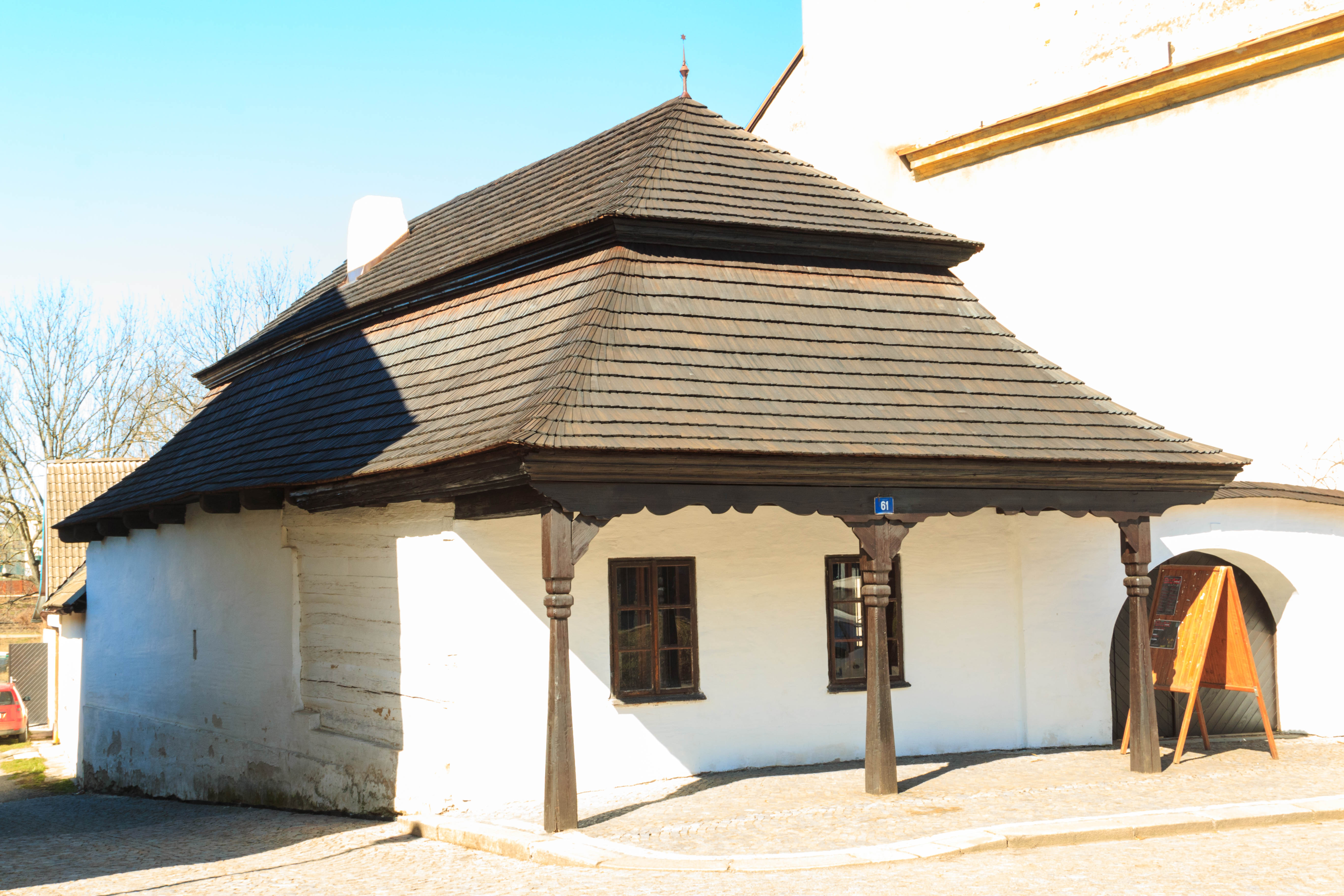
Tereza Nováková-Haus am Markt

- in einem Bauernhaus untergebrachte Gedenkstätte für die Schriftstellerin Tereza Nováková, die hier ihre letzten Lebensjahre verbrachte.

## Ehrenbürger
- Tomáš Garrigue Masaryk (1850–1937), 11. November 1918
- Alois Jirásek (1851–1930), 11. November 1918
- Václav Klofáč (1868–1942), 11. November 1918
- Antonín Trkal (1861–1949), 2. Mai 1928
- Edvard Beneš (1884–1948), 19. Dezember 1935
- Václav Vojtěch Tošovský (1912–2007), 26. September 2000
- Rudolf Fleischmann (1904–1966), 28. Februar 2012
- Milena Grenfell-Baines (* 1929), 28. Februar 2012
- Eva Paddock (* 1935), 28. Februar 2012[6]